# 日根野弘佐
日根野 弘佐（ひねの ひろすけ、生年不詳 - 慶安2年5月27日（1649年7月6日））は江戸時代の旗本。通称は内記、長右衛門。日根野弘勝の子。母は松永久秀娘。室は遠藤弼基娘。子に日根野弘方がいる。
慶長19年（1614年）大坂冬の陣の際には牢人の身であったが、松倉重政に属して参陣。12月4日、竹束を付けようとしたときに鉄砲に当たって負傷している。慶長20年（1615年）の大坂夏の陣には、松平忠明に属し、5月6日の道明寺の戦いで、国分表において豊臣方と戦い傷を負うが、翌7日の戦でも力戦する。
元和3年（1617年）、将軍・徳川秀忠に謁見し、翌元和4年（1618年）12月、徳川将軍の馬廻である御書院番に列し、翌元和5年（1619年）12月には蔵米300俵を与えられる。寛永3年（1626年）、後水尾天皇の二条城への行幸の際に上洛した徳川秀忠に付き従った。
寛永10年（1633年）2月7日、200石を加増され、下総国香取郡・埴生郡に知行地500石を給わる。正保2年（1645年）8月5日、江戸の町に番屋を置いた際には、命を受け訴訟・裁判を務めた。慶安2年（1649年）5月27日死去。法名は宗圓。渋谷の祥雲寺に葬る。のち代々葬地とする。